# 奥村育子
奥村 育子（おくむら いくこ、1989年12月22日 -  ）は、名古屋市在住のソプラノ歌手。配偶者は西元佑。

## 略歴
愛知県名古屋市生まれ。幼少期よりピアノ、クラシックバレエを学ぶ。愛知県立芸術大学音楽学部声楽科を経て、同大学院声楽専攻を首席修了。同大学定期演奏会、卒業演奏会に選抜出演。在学中に中村桃子賞、優秀学生賞を受賞。第22回丹羽奨励生(大幸財団)。これまでに声楽を水野麻美、末吉利行(愛知県立芸術大学教授)の各氏に師事。配偶者は愛知県で活躍するバリトン歌手の西元佑。現在は、演奏活動の他にも合唱指導を行っている。同朋高等学校音楽科講師。

## 受賞歴
- 第67回全日本学生音楽コンクール 声楽部門大学の部名古屋大会 第1位　同コンクール全国大会 第2位
- 第7回岐阜国際音楽祭コンクール専門コース声楽一般Ⅰ部門 第1位　岐阜市長賞、審査員特別賞、文化人特別賞受賞
- 第4回東京国際音楽コンクールオペレッタ部門 第3位
- 第13回大阪国際音楽コンクール声楽部門歌曲コース大学の部 第3位（最高位）
- 第27回奏楽堂日本歌曲コンクール歌唱部門入選

## 出演

### 2014年
- 毎日新聞社主催全日本学生音楽コンクール受賞者記念コンサート(電気文化会館　ザ・コンサートホール)
- 名古屋市文化振興事業団30周年記念コンサート『時間旅行』演出・広渡勲　指揮・古屋誠一セントラル愛知交響楽団(アートピアホール)
- サロンコンサート(稲沢市民文化会館)
- 名フィル春の頼り2014 名古屋フィルハーモニー交響楽団(ミッドランドスクエア)
- 愛知県立芸術大学主催　大学院生によるコンサート(電気文化会館　ザ・コンサートホール)
- 読売新人演奏会(しらかわホール)
- なごやウィメンズクラシック(オアシス21)
- オハナファミリーコンサート(名東文化小劇場)
- フィガロの結婚　花娘演出・飯塚励生　指揮・矢澤定明(東京第一生命ホール)
- 福田音楽事務所主催コンサート　ア・ラ・カルトvol.8 (電気文化会館　ザ・コンサートホール)
- 太平洋フェリーランチクルーズ船内演奏
- ワールド航空サービス クリスマスコンサート(アーク栄)
- ボランティアフェスティル ありがとうコンサート(飛鳥村中央公民館)
- 名古屋掖済会病院クリスマスコンサート
- 名東ウィンドオーケストラ『めいとう音楽会2014』(名東文化小劇場)
- ベートーヴェン交響曲第九番ソリスト(八事興正寺)

### 2015年
- 金鯱音楽団伊勢市倉田山中学校音楽鑑賞会
- 名古屋市文化振興事業団主催加藤恵利子&奥村育子ジョイントコンサート(熱田文化小劇場)
- 名古屋市文化振興事業団主催ミュージカル『ライト・イン・ザ・ピアッツァ』クララ演出・寺崎英臣　指揮・小島岳志セントラル愛知交響楽団(アートピアホール)
- 宗次ホール主:ランチタイム名曲コンサート『春は恋の季節』
- 愛芸アシスト　愛知芸術の森から　コロラトゥーラソプラノ春の訪れを感じて(SMBCパーク栄)
- 岐阜国際音楽祭フェスティバルコンサート(サラマンカホール)
- 福田音楽事務所主催コンサートア・ラ・カルトvol.12(電気文化会館　ザ・コンサートホール)
- オハナファミリーコンサート(名東文化小劇場)
- 豊山町　サロンコンサート
- 名古屋学院主催サマーコンサート(名古屋学院クラインメモリアルチャペル)
- 稲沢市公共施設管理協会主催『懐かしの愛唱歌』(名古屋文理大学文化フォーラム)